# Gottfried Käuffelin
Gottfried Käuffelin (auch Gottfried Kaeuffelin; * 17. Januar 1701 in Zainingen; † 31. März 1777 in Blaubeuren) war lutherischer Abt des Klosters Blaubeuren.

## Leben
Käuffelin wurde auf der Schwäbischen Alb geboren. Dort war sein Vater Matthias Käuffelin (1669–1742) Pfarrer und Feldprediger. Er besuchte, nachdem ihm sein Vater die erste Ausbildung erteilt hatte, ab 1716 die Klosterschule Denkendorf, dann die Klosterschule Maulbronn. Er immatrikulierte sich an der Universität Tübingen am 27. Oktober 1721. Im selben Jahr wurde er Stipendiat am Tübinger Stift. Seine Graduierung zum Bakkalaureus erfolgte am 10. Dezember 1722, die zum Magister am 3. November 1723. Nach dem Studium reiste er mit einem Grafen von Hochberg nach Frankreich und Holland. Ab 1725 war er Hofmeister bei einem Herrn von Amman in Augsburg, bevor er von 1730 bis 1735 Repetent am Tübinger Stift und anschließend wieder Hofmeister bei General von Pfaell wurde. Vom Grafen Christian Kraft zu Hohenlohe-Ingelfingen erhielt er 1737 die Ernennung zum Hofrat.
Käufflin trat 1739 als Vikar in Echterdingen in den geistlichen Stand ein. An der Klosterschule Denkendorf erhielt er 1741 die Stelle als 2. Klosterpräzeptor, bevor er 1748 Spezialsuperintendent in Lustnau wurde.
Käufflin stieg 1762 zum Prälaten sowie Abt in Blaubeuren auf. In dieser Stellung blieb er bis zu seinem Tod. Außerdem wurde er herzoglich-württembergischer Rat und 1773 Mitglied des Großen Landständeausschusses 1773 sowie 1775 des Engeren Landständeausschusses.
Der Philosoph und Staatsrechtler Johann Matthias Kaeuffelin war sein Bruder.

## Schrift
- Das Geheimnis der Zeiten, Ulm 1763.